# مايكروسوفت باور بي آي
باور بي آي (بالإنجليزية: Microsoft Power BI)‏ هي خدمة لتحليل بيانات الأعمال تقدمها مايكروسوفت. تقدم تصوير بيانات تفاعلي مع إمكانيات ذكاء الأعمال، حيث تسمح للمستخدم النهائي بإنشاء التقارير بأنفسهم، دون الحاجة للاعتماد على موظفي تقنية المعلومات أو مدراء قواعد البيانات
يقدم باور بي آي خدمات ذكاء الأعمال مبنية على السحابة، تعرف باسم «خدمات باور بي آي»، بالإضافة إلى واجهة مكتبية تسمى «سطح مكتب باور بي آي». كما يقدم إمكانيات مستودع بيانات بما في ذلك التحضير والتنقيب في البيانات والمخططات التفاعلية. في آذار / مارس 2016، أطلقت مايكروسوفت خدمة إضافية تسمى باور بي آي المضمنة في منصة أزور السحابية. واحدة من مميزات هذا المنتج هو إمكانية تحميل مخططات مخصصة.

## وصلات خارجية
- الموقع الرسمي